# Hourstonius tortugae
Hourstonius tortugae är en kräftdjursart som först beskrevs av Robert Alan Shoemaker 1933.  Hourstonius tortugae ingår i släktet Hourstonius och familjen Amphilochidae. Inga underarter finns listade i Catalogue of Life.